# Bram Vannieuwenhuyze
Bram Jasper (Bram) Vannieuwenhuyze (Anderlecht, 6 april 1980) is een Belgisch historicus en hoogleraar aan de Universiteit van Amsterdam.

## Biografie
Vannieuwenhuyze studeerde geschiedenis aan de Universiteit Gent en promoveerde er bij Marc Boone in 2008 op Brussel, de ontwikkeling van een middeleeuwse stedelijke ruimte. Hij was daarna verbonden aan zijn alma mater en aan de KU Leuven. Sinds 1 september 2015 is hij bijzonder hoogleraar historische cartografie aan de Universiteit van Amsterdam vanwege de Stichting Cartographiae Historicae Cathedra; hij hield zijn inaugurele rede op 23 september 2016 onder de titel Geschud, maar nog niet gelegd: oude kaarten, vergeten verhalen, nieuwe perspectieven.
Vannieuwenhuyze heeft verscheidene nevenfuncties. Hij is zelfstandig onderzoeker, redactielid van het tijdschrift Heemkunde-Vlaanderen en lid van de Raad van Bestuur van het Koninklijk Historisch Genootschap Vlaams-Brabant en Brussel. Hij heeft tientallen publicaties op zijn naam staan, vooral met betrekking tot naamkunde en cartografie. Zo schreef hij over de belangrijke 16e-eeuwse cartograaf Jacob van Deventer en Brussel, terwijl hij in 2018 de uitgave van de complete atlas van hem medeverzorgde. In 2019 was hij tevens één van de auteurs van De geschiedenis van Nederland in 100 oude kaarten en in 2021 van De geschiedenis van België in 100 oude kaarten.
Prof. dr. B.J. Vannieuwenhuyze verkreeg de Provinciale prijs historisch onderzoek van de provincie Brabant 2008 en de Prix Anton Bergmann 2010 van de Académie royale des sciences, des lettres et des beaux-arts de Belgique.